# سیارک ۲۱۰۱۴۷
سیارک ۲۱۰۱۴۷ (به انگلیسی: 210147 Zalgiris، نامگذاری:2006SU77)۲۱۰۱۴۷مین سیارک کشف شده‌است که در ۲۱ سپتامبر ۲۰۰۶ کشف شد.